# Радіобум
"Радіобум" - це австралійський телевізійний серіал, що транслювався на каналі ABC з листопада 1997 по лютий 1998 року. Був випущений один сезон, що складався з 13 серій. "Радіобум" - це розповідь про молодих людей, що вирішили заснувати незалежну радіостанцію.
В серіалі знялися Домінік Персел, Надін Гарнер та інші.
В Україні серіал був показаний телеканалом НТН.

## Сюжет
Гренжер (Домінік Персел) - діджей комерційної радіостанції Rock FM. Після звільнення з роботи він з двома давніми друзями Робертом і Зельдою (Надін Гарнер) вирішують організувати своє незалежне радіо. До засновників радіостанції приходять багато бажаючих стати ведучими, проте багато хто з кандидатів вважає, щоб працювати не треба прикладати ніяких зусиль.  
Гренжер, Зельда та Роберт урешті-решт відбирають групу добровольців і дають кожному з них попрацювати деякий час і показати себе в ролі діджея. 